# Jitte (Kata)

Kalligraphie des Wortes Jitte in Kanji

Jitte oder auch Jutte (jap. 十手, dt. „zehn Hände“) ist eine Kata, d. h. ein stilisierter Kampf gegen mehrere imaginäre Gegner, in der japanischen Kampfkunst Karatedō. Geübt wird diese Kata in den Stilen Shōtōkan und Shōtōkai, sowie Shito Ryu, das auf Tomari Te zurück führen ist.

## Geschichte
Die Jitte stammt aus der Tomari-Gegend und ist über diesen Wege ins Shuri-te und ins Shōtōkan sowie Shito Ryu gelangt. Die erste Silbe Ji lässt auf eine Zusammengehörigkeit der drei Kata Jion, Jiin und Jitte vermuten. Ji ist die okinawanische Verkürzung von Ji-Hi der chinesische Begriff für Erbarmen. Ji-te lässt sich somit mit „Technik der Gnade“ übersetzen. Ein weiterer Hinweis ist die Grundstellung der drei Kata, Jiai no gamae. Die rechte Hand wird als Faust in die linke Handfläche gelegt. Im alten chinesischen Boxen und bei den Shaolin galt das als Gruß. In Japan wurde die Kata Jutte genannte, weil man glaubte, dass, wer die Kata vollendet beherrschte, es mit zehn Männern aufnehmen konnte.